# Parandra austrocaledonica
Parandra austrocaledonica là một loài bọ cánh cứng trong họ Cerambycidae.